# Ekhultebergen
Ekhultebergen är ett naturreservat i Västerviks kommun i Kalmar län och Åtvidabergs kommun i Östergötlands län. Större delen finns i Östergötlands län och beskrivs i denna artikel. Delen i Kalmar län beskrivs i artikeln Ekhultebergen, del i Kalmar län.
Området är naturskyddat sedan 2001 och är 196 hektar stort, varav 176 i Östergölands län och 20 i Kalmar län. Reservatet ligger i Uknadalen och består av tallskog på höjderna och gran längre ner och i sänkor. 